# Список дипломатических миссий Гайаны

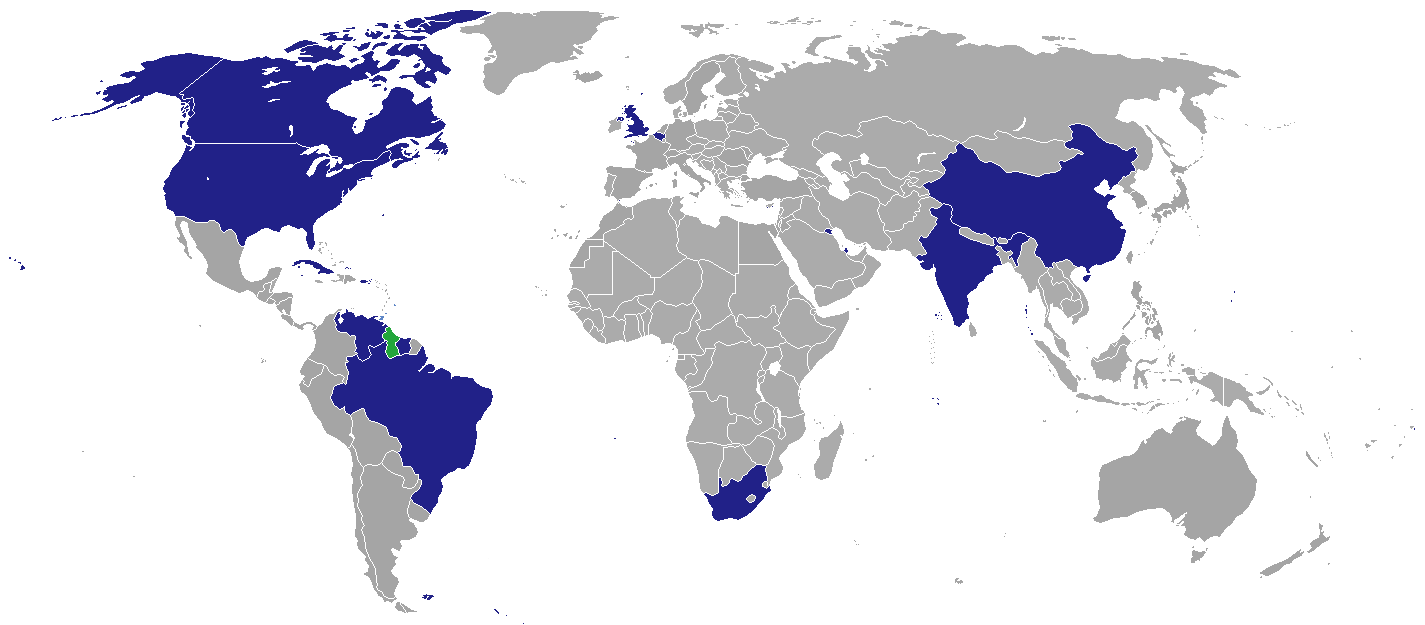

Список дипломатических миссий Гайаны — южноамериканское государство Гайана обладает небольшим количеством дипломатических представительств за рубежом, которые расположены преимущественно в странах Западного полушария. В странах, входящих в Британское содружество, членом которого является и сама Гайана, посольство Гайаны возглавляет высший комиссар в ранге посла.

## Европа
- Бельгия, Брюссель (посольство)
- Лондон (высший комиссариат)

## Америка
- Канада, Оттава (высший комиссариат)
- Куба, Гавана (посольство)
- США, Вашингтон (посольство)
  - Нью-Йорк (генеральное консульство)
- Бразилия, Бразилия (посольство)
- Суринам, Парамарибо (посольство)
  - Ньив-Никкери (генеральное консульство)
- Венесуэла, Каракас (посольство)

## Азия
- Китай, Пекин (посольство)
- Индия, Нью-Дели (высший комиссариат)

## Международные организации
- - Брюссель (представительство при ЕС)
  - Нью-Йорк (постоянное представительство при ООН)
  - Вашингтон (постоянное представительство при ОАГ)